# Zum güldenen Hammer

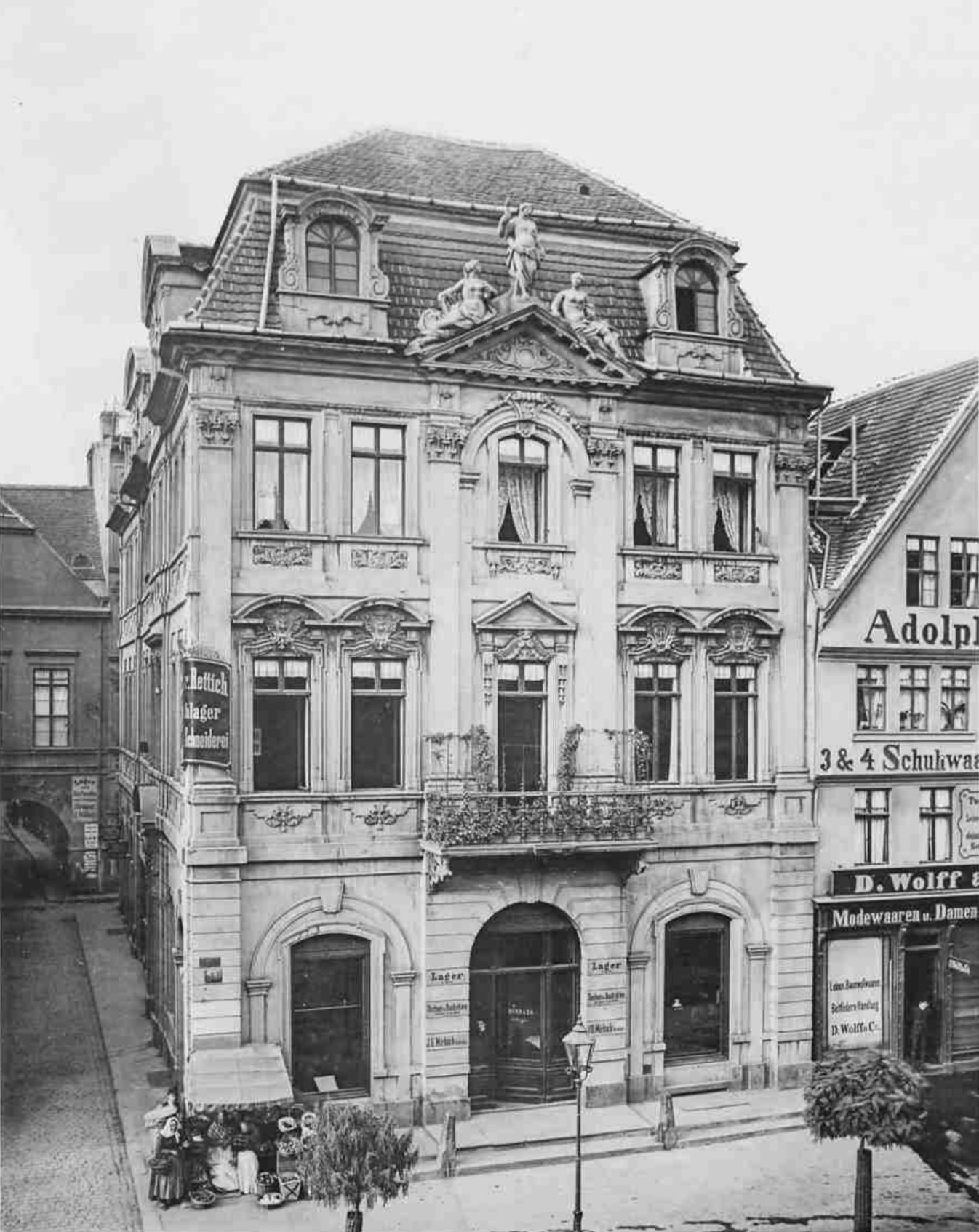
Haus Zum güldenen Hammer

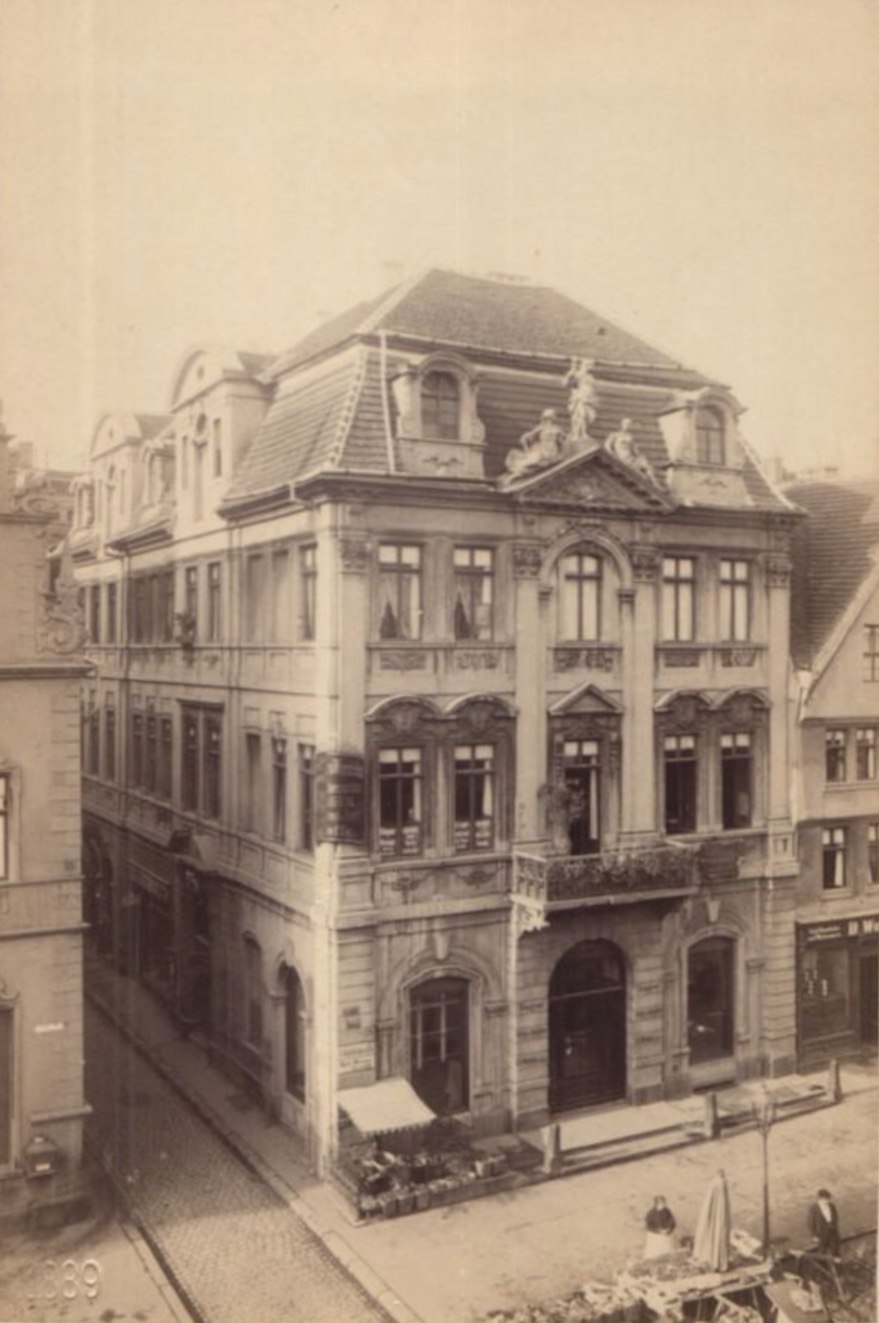
Haus Zum güldenen Hammer auf einer Aufnahme Georg Eduard von Flottwells, Blick vom Alten Markt aus Nordosten, ganz links die Magdeburger Börse, dazwischen die schmale Gasse Schwibbogen, 1889

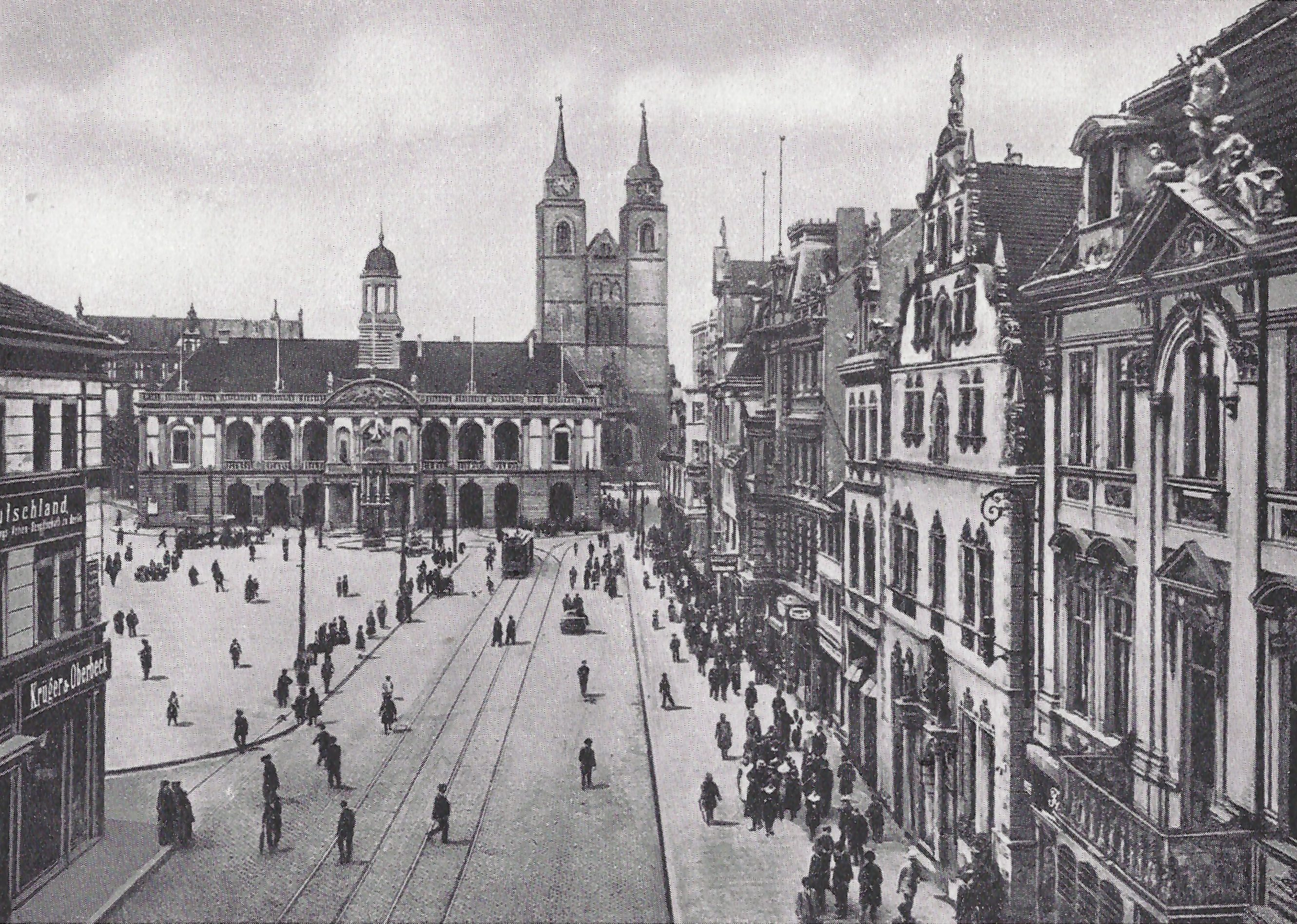
In den 1920er Jahren (rechts im Bild)

Das Haus Zum güldenen Hammer, auch als Zum goldenen Hammer oder als Lückesches Haus bezeichnet, war ein Gebäude in Magdeburg im heutigen Sachsen-Anhalt. Es wurde während des Zweiten Weltkriegs zerstört und gilt als verloren gegangenes Baudenkmal.

## Lage
Es befand sich in der Magdeburger Altstadt auf der Westseite der schmalen Gasse Schwibbogen in einer Ecklage zum Alten Markt an der Adresse Schwibbogen 7. Dem Güldenen Hammer gegenüber stand die Magdeburger Börse. Südlich grenzte das Haus an die auf den Schwibbogen einmündende Schuhgasse. Der Güldene Hammer nahm dort die Nordseite der Schuhgasse ein und zog sich nach Westen bis zur Schuhbrücke hin.

## Architektur und Geschichte
Das dreigeschossige barocke Gebäude entstand in der Zeit von 1721 bis 1725 für den Kaufmann Martin Schulze. Andere Angaben nennen als Bauzeit die Zeit ab 1737. Zuvor befanden sich an dieser Stelle sechs kleine Häuser der Magdeburger Altstadt. Schulze erhielt, möglicherweise nur bezogen auf eines zum Alten Markt ausgerichtetes Vorgängerhaus (7a), 1725 die königliche Erlaubnis für den Tuchschnitt. Überliefert ist auch, dass Schulze 1729 das Haus 7b und 1737 das Haus 7f erwarb. Denkbar ist allerdings, dass die Verträge erst später schriftlich ausgefertigt, jedoch bereits zuvor geschlossen worden waren.
Nach Norden zum Alten Markt hin präsentierte sich eine schmalere, aber prächtig gestaltete Fassade. Während das Erdgeschoss dreiachsig ausgeführt war, waren die beiden oberen Geschosse fünfachsig. Die mittlere Achse trat in Form eines flachen Risalits hervor. Die Fenster der Obergeschosse des Mittelrisalits waren durch einen gemeinsamen Blendbogen zusammengefasst. Bekrönt wurde die Mittelachse durch einen Dreiecksgiebel. Auf der Spitze des Giebels befand sich eine Statue, die links und rechts von auf den Schrägen des Dreiecksgiebels liegenden Figuren flankiert wurde. Das Erscheinungsbild der Nordfassade wurde darüber hinaus von vier Kolossalpilastern geprägt.
Bedeckt war das Haus mit einem Mansarddach. Die zum Schwibbogen weisende längere Westfassade war mit zwei Zwerchhäusern bekrönt. Auf dieser Seite befand sich der eigentliche Hauseingang. Oberhalb des Eingangs war das Hauszeichen platziert, das einen goldenen Hammer zeigt.
In der Zeit um 1823 gehörte das Gebäude Carl Focke, dem Präsidenten des Magdeburger Feuerrettungs-Vereins.
Kurz nach 1900 wurden im Erdgeschoss Ladeneinbauten vorgenommen, die als entstellend für die Erscheinungsform kritisiert wurde. Das Anwesen befand sich dann im Eigentum der Anders´schen Erben. Während des Zweiten Weltkriegs wurde das Gebäude bei Luftangriffen 1944/45 zerstört. Die beiden Ladengeschäfte zum Alten Markt hin waren zu dieser Zeit von der Huthandlung Max Hupe und dem Zigarrengeschäft Carl Eduard Voigtländer genutzt worden. Über den Eingang vom Schwibbogen her waren die Räumlichkeiten des Tapeziermeisters H. Kahlow, des Rechtsanwaltes E. Köhler, des Rechtsanwalts und Notars G. Spitzer, die Büros des Konfitürenproduzenten Riebel & Sohn und des Bürstenherstellers M. Walther und die Fachärztin Charlotte Struve zu erreichen.
Nach der Zerstörung gelang es einer Arbeitsgruppe um Werner Priegnitz den Hausstein zu bergen und einzulagern. Heute befindet sich an der Stelle des ehemaligen Gebäudes Zum güldenen Hammer eine in der Nachkriegszeit entstandene neue Wohnbebauung.

### Vorgängergebäude
- 7a: Es nahm einen Teil der zum Alten Markt weisenden Fläche ein. 1631 und 1651 wurde das damals wüste Grundstück als Jakob Körner gehörend geführt. 1661 und 1681 war der Bortenwirker Johann Kirchhof Eigentümer, wobei es 1681 wieder bebaut war. Schon 1683 war dann der Bortenwirker Martin Schulze senior Eigentümer. Auch 1704 wurde er genannt. Das Anwesen ging dann an seine Witwe, die es schließlich 1721 an den Gewandschneider Martin Schulze junior verkaufte.[6]

- 7b: Das als Haus Zum goldenen Hammer bezeichnete Gebäude nahm den Mittelteil der Ostseite zum Schwibbogen ein. Es war bildlich im Rahmen des Schwibbogens dargestellt. Das Grundstück war 1651 noch wüst und gehörte Johann Voigt. Schon 1653 war es dann bebaut und stand im Eigentum des Barbiers Christian Zeige (auch Ziehe). Er veräußerte das Anwesen für 480 Taler im Jahr 1670 an den Schuster Friedrich Dolle. 1683 wird seine Witwe als Eigentümerin geführt, 1690 dann der Buchbinder Gottfried Vieweck (auch Viehweg). Vieweck verkaufte es 1729 an Martin Schulze für 810 Taler.[3]

- 7c: Das Haus Zum goldenen Stiefel befand sich im Südosten des Areales an der Ecke von Schwibbogen und Schuhgasse. In den Jahren 1631 und 1651 gehörte das Grundstück David Lembke, später Johann Drehne und schließlich 1670 seiner Witwe. Sie verkaufte 1680 an den Schuster Dolle für 100 Taler. 1684 und 1690 wird der Schuster Hermann Lücke genannt, der die ehemalige Frau Dolle geheiratet hatte. In der Zeit bis 1699 erwirbt es Georg Seefisch, der das Grundstück bebaut. Der Name Zum goldenen Stiefel ging wohl auf die Nutzung für die Schusterei zurück. Seefisch verkaufte das Gebäude in der Zeit nach 1720 an Martin Schulze.[3]

- 7d: Dieses Grundstück nahm nach Süden zur Schuhgasse hin den mittleren Teil ein. 1651 gehörte es einer Mutter Liese, 1683 ist der Eigentümer des wüsten Grundstücks unbekannt. Vermutlich erwarb Martin Schulze das Gelände nach 1720.[3]

- 7e: Es befand sich ebenfalls in der Mitte des südlichen Teils zur Schuhgasse hin. Das wüste Grundstück gehörte 1651 Johann Koch. 1652/53 war es bereits wieder bebaut und stand im Eigentum der Witwe Kochs. Im Jahr 1683 wird es wieder als wüst angegeben und gehörte der Witwe Christian Zeihes. Später erwarb es Martin Schulze.[3]

- 7f: Das Gebäude nahm den südwestlichen Bereich an der Ecke von Schuhgasse/Schuhbrücke ein. Im Jahr 1631 gehörte es dem Schuster Klaus Maaß, der das Haus für 180 Taler 1645 an den Schneider Thomas Meyer verkaufte. Sein Erbe war Adam Meyer. Er veräußerte es 1688 an den Schneider Andreas Knust für 250 Taler. Mit einem Vertrag von 1737 ging das Gebäude dann für 450 Taler an Martin Schulze.[3]